# Ditaxis gardneri
Ditaxis gardneri là một loài thực vật có hoa trong họ Đại kích. Loài này được (Müll.Arg.) Pax & K.Hoffm. mô tả khoa học đầu tiên năm 1912.